# Vauxhall Firenza
Vauxhall Firenza är en personbil, tillverkad av den brittiska biltillverkaren Vauxhall mellan 1971 och 1975.
Firenza var en coupé-version av Viva-modellen och delade motorer och större delen av karossen med den enklare systervagnen. Redan ett år efter introduktionen fick Firenza större motorer. 1973 blev dessa ganska beskedliga vagnar en del av Magnum-serien.
Från 1973 reserverades Firenza-namnet för den vidareutvecklade Firenza HP (High Performance), oftast kallad ”Droopsnoot” efter den karaktäristiska fronten. HP-modellen fick en större motor från Victor 2300, trimmad med dubbla förgasare och vassare kamaxel och en femväxlad växellåda från ZF. Bilen fick även en aerodynamiskt utformad front, med strålkastarna täckta av glasskivor. ”Droopsnoot”-fronten återkom senare på Chevette- och Cavalier-modellerna.
Firenza HP var en framgångsrik tävlingsbil, inom bland annat BTCC, men försäljningen blev ett misslyckande och totalt såldes inte fler än 204 exemplar.
Motor:
| Modell       | Motor               | Cylindervolym | Effekt | Bränslesystem    |
| ------------ | ------------------- | ------------- | ------ | ---------------- |
| Firenza      | 4-cyl radmotor ohv  | 1159 cm³      | 59 hk  | Enkel förgasare  |
| Firenza 1600 | 4-cyl radmotor SOHC | 1599 cm³      | 72 hk  | Enkel förgasare  |
| Firenza 2000 | 4-cyl radmotor SOHC | 1975 cm³      | 104 hk | Dubbla förgasare |
| Firenza      | 4-cyl radmotor ohv  | 1256 cm³      | 54 hk  | Enkel förgasare  |
| Firenza 1800 | 4-cyl radmotor SOHC | 1759 cm³      | 78 hk  | Enkel förgasare  |
| Firenza HP   | 4-cyl radmotor SOHC | 2279 cm³      | 132 hk | Dubbla förgasare |